# Keern (Hoorn)
Het Keern is een straat en voormalig dijklichaam in Hoorn. De weg loopt van de binnenstad via Hoorn-Noord en de Risdam (Zuid en Noord) en Zwaag naar Zwaagdijk-West. Van oudsher was Het Keern een verbindingsweg tussen Zwaagdijk en Hoorn.

## Geschiedenis
Het Keern is een voormalige waterkerende dijk van de Oosterpolder. In haar bestaan heeft zij verschillende namen gehad, waaronder ook Rijsdam en Wognummerweg. Het meest noordelijke deel, ten noorden van de Dorpsstraat in Zwaag, werd in 1365 aangelegd door de stad Medemblik als Rijsdam. Medemblik mocht dit doen van Albrecht van Beijeren. Dit gebied lag buiten de banne van Hoorn (welke tot aan de Geldelozeweg reikte) en daarmee binnen de banne van Medemblik.
Volgens Velius zou er in 1426 een zwaar gevecht hebben plaatsgevonden tussen de stad Hoorn en het leger van Jacoba van Beieren. Naar aanleiding van het afweren (keren) van de aanval en het terug weten te duwen van de Kennemers kreeg de weg de naam Keern. In de 17e eeuw schreef Claes Baerntsz. echter dat het eerder sloeg op het omkeren van wandelaars die een ander pad in moesten slaan om terug naar de stad te kunnen keren.
Voor de aanleg van het spoor en stationsemplacement werd een oude (standerd)molen gesloopt.
In het begin van de jaren 30 van de 20e eeuw werd de Provincialeweg aangelegd. Deze ligt in het verlengde van de Berkhouterweg en kruiste verderop met de Koepoortsweg. Gedurende de oorlog heeft het Ortskommandantur dat aan het Grote Oost 4-6 gevestigd was, aan het Keern twee stukken grond in beslag genomen, zodat hun paarden daar geweid konden worden. In 1958 besloot de gemeente Hoorn om het deel tussen de spoorwegovergang en de Dorpsstraat van Zwaag in eigendom en beheer over te nemen van het Ambacht van Westfriesland, genaamd "Drechterland". Dit deel van het dijklichaam lag al grotendeels binnen de bebouwde kom van Hoorn, maar was nog in beheer van het waterschap.
Het begin van het Keern wijzigde in de jaren 1950-1970 zeer sterk van uiterlijk doordat oude bebouwing, waaronder het Witte Paard en de Joodse Begraafplaats, gesloopt werden om ruimte te maken voor meer asfalt. De begraafplaats moest wijken voor de verbreding van de Weel en het Witte Paard en naastgelegen panden voor verbreding van het Keern. In 1980 werd er een verbinding gemaakt met de Blauwe Berg, waar een sportcomplex aangelegd werd. Aan deze straat staat ook de voormalige Rijks Middelbare Tuinbouwschool (later het Clusius College) en de hoofdingang van het terrein van het Missiehuis.

## Verloop
De straat begint op de plek waar ooit de Noorderpoort stond. Sinds de jaren 70-er jaren van de 20e eeuw is dit een verkeersplein waar verschillende wegen samenkomen te weten: de Noorder Veemarkt, Hoge Vest, De Weel en het Keern. Vanaf hier loopt de weg eerst naar het westen om over de Spoorlijn Zaandam - Enkhuizen naar het noorden af te buigen. Na een flauwe bocht richting het westen sluit de weg aan op de Provincialeweg om daarna naar het noorden verder te gaan tot aan de splitsing met de Kromme Elleboog (een fietspad naar Wognum toe) om daar met een scherpe bocht richting Zwaagdijk af te buigen. Door de aanleg van de Westfrisiaweg is er geen directe verbinding meer met Zwaagdijk.

## Monumenten
Aan de straat liggen een aantal gemeentelijke monumenten. Het grootste en meest opvallende is de Algemene begraafplaats Keern. Deze begraafplaats was de eerste begraafplaats van de gemeente die buiten de singel werd aangelegd. De begraafplaats is een gemeentelijk monument. Op het adres Keern 33-35 staat het voormalige Rijkslandbouwproefstation. De meeste gebouwen daarvan zijn gesloopt, maar het hoofdgebouw bestaat nog en is aangewezen als gemeentelijk monument. In het station werd veevoeronderzoek verricht. Achter het gebouw stond ook een stolpboerderij waar vee werd gehouden. In Nederland waren nog twee andere Rijkslandbouwproefstations, een in Leiden (Rijkszuivelstation) en de ander in Maastricht.
Ter hoogte van de Geldelozeweg bevond zich het PWN-complex bestaande uit twee woningen, een kantoorgebouw met dienstwoningen en een watertoren.
Omdat het Keern landelijk gelegen was, bevinden zich er ook meerdere stolpboerderijen langs de weg. Een aantal van deze boerderijen is aangewezen als gemeentelijk monument.

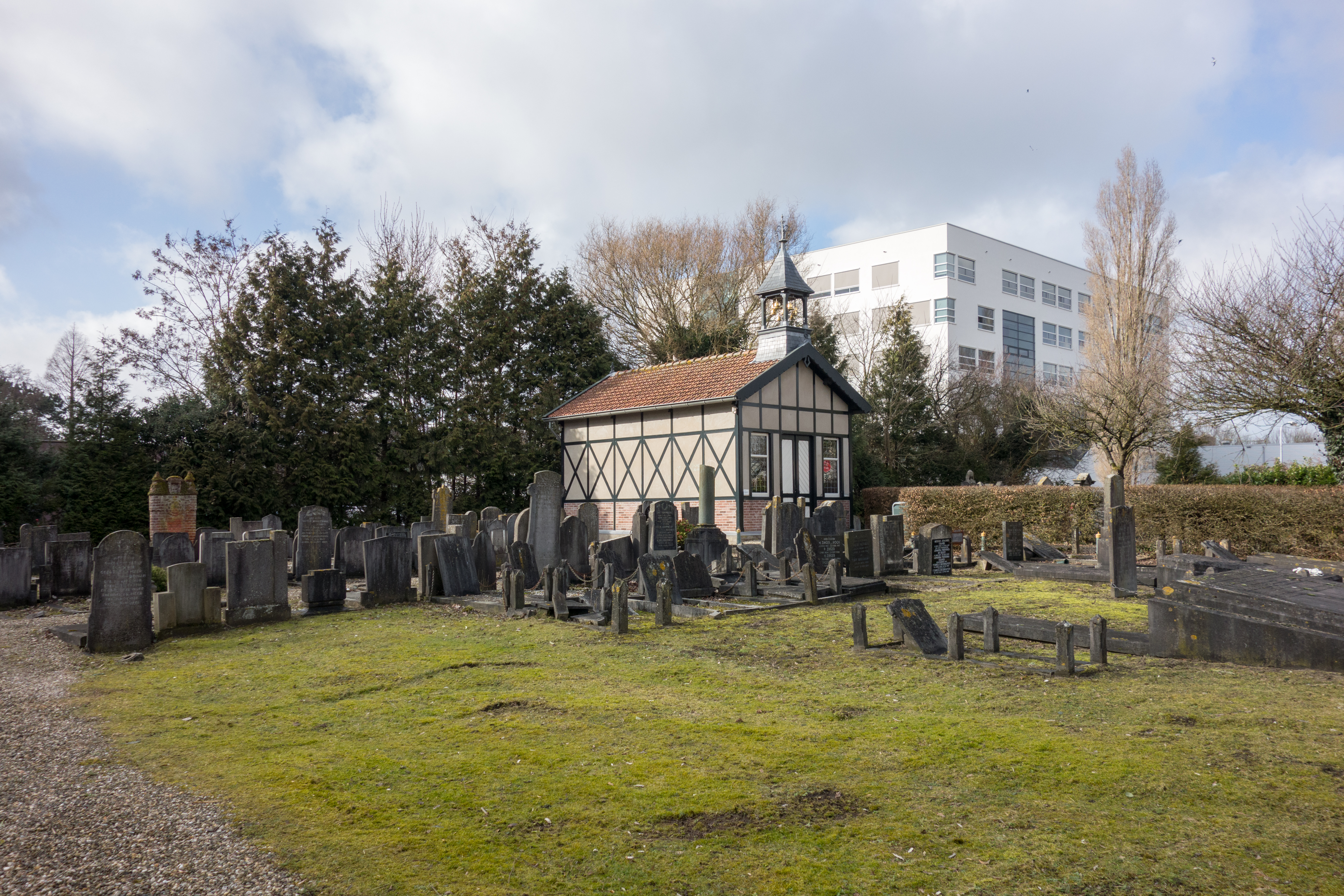
Overzicht van het oudste deel van de begraafplaats
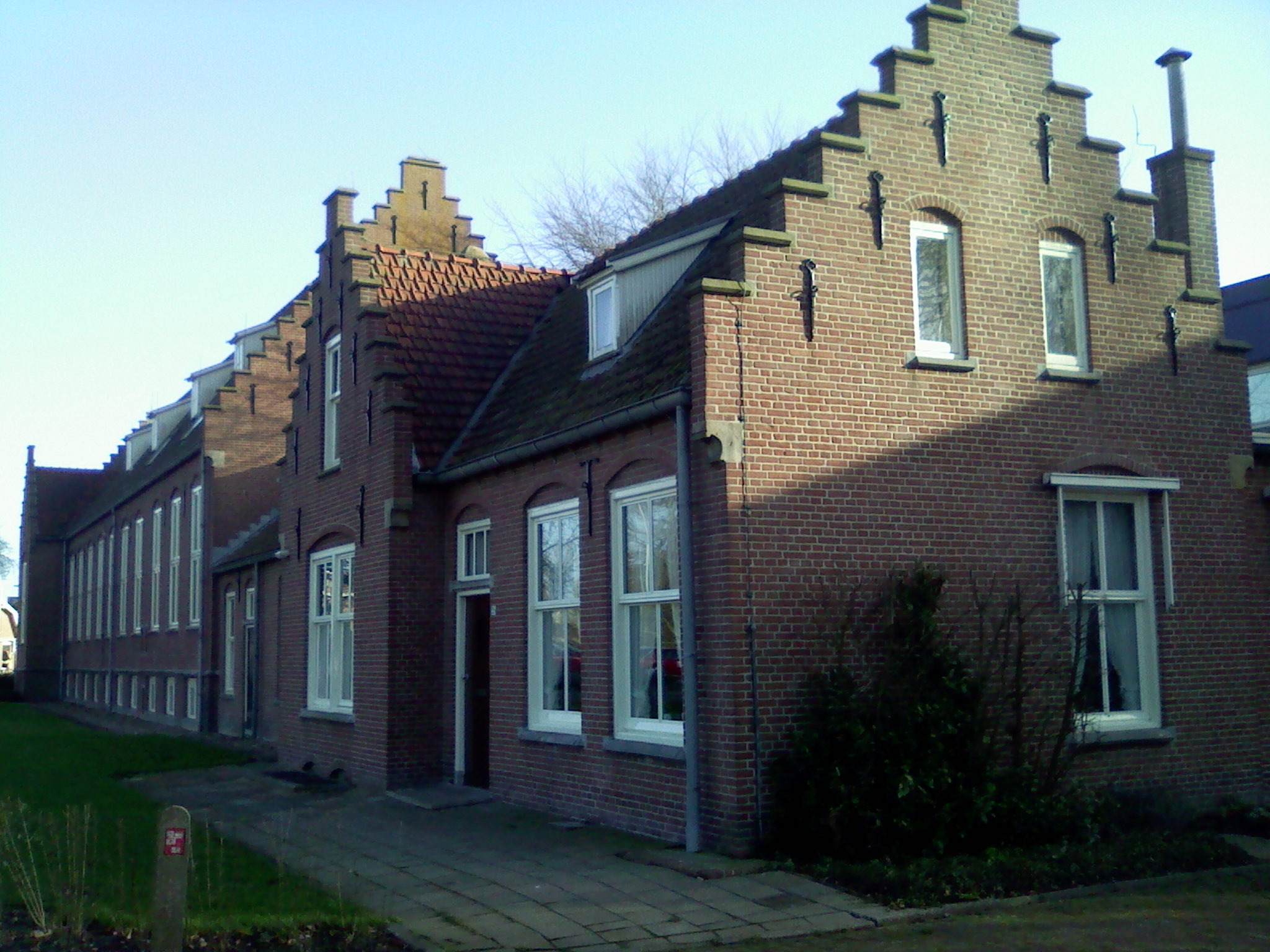
Keern 35 (geheel recht) en 33 (geheel links)
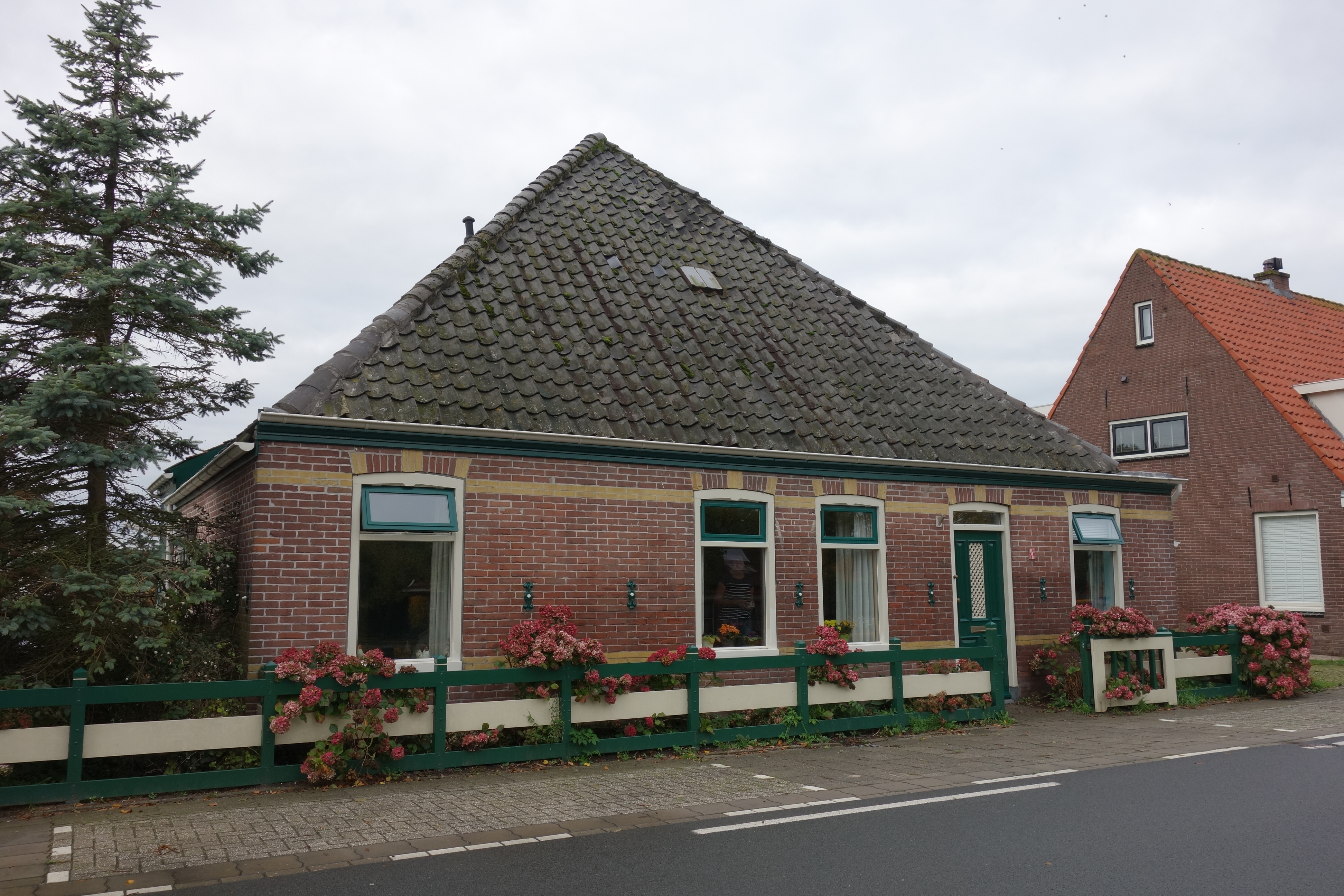
Keern 139
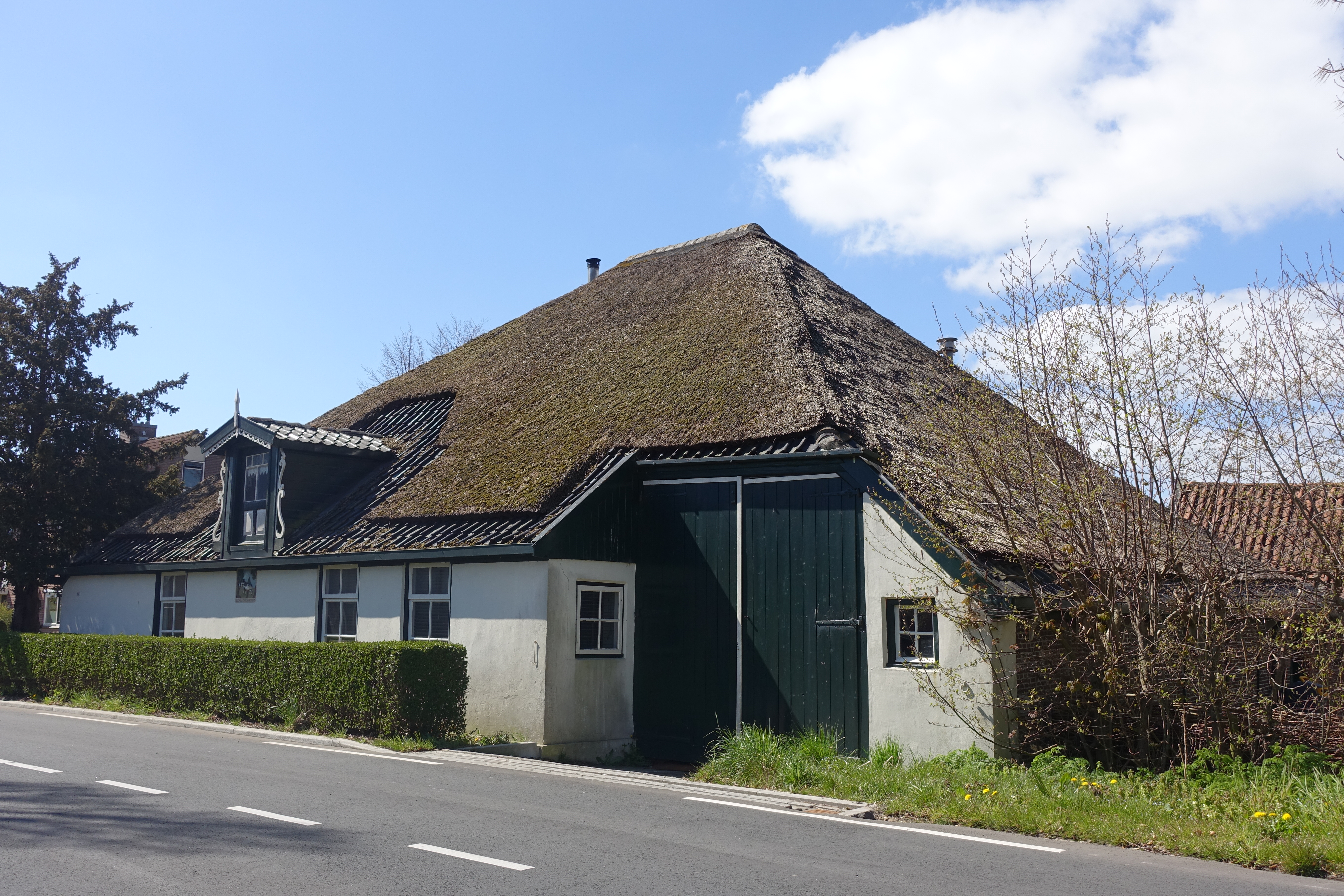
De Gare Goeds Bogert

Straten: ABC
· Achter de Vest
· Achter op 't Zand
· Achterom
· Achterstraat
· Appelhaven
· Baanstraat
· Bierkade
· Binnenluiendijk
· Breed
· Breestraat
· Buurtje
· Dal
· Draafsingel
· Dubbele Buurt
· G.J. Henninkstraat
· Gasfabriekstraat
· Gedempte Appelhaven
· Gedempte Turfhaven
· Gerritsland
· Gouw
· Grashaven
· Gravenstraat
· Grote Noord
· Grote Oost
· Hoge Vest
· Jeudje
· Italiaanse Zeedijk
· Keern (gedeeltelijk)
· Kerkstraat
· Kleine Noord
· Kleine Oost
· Koepoortsweg (gedeeltelijk)
· Korenmarkt
· Korte Achterstraat
· Kruisstraat
· Kuil
· Lange Kerkstraat
· Lindestraat
· Munnickenveld
· Muntstraat
· Nieuwe Noord
· Nieuwendam
· Nieuwland
· Nieuwstraat
· Noorderstraat
· Onder de Boompjes
· Oude Doelenkade
· Pakhuisstraat
· Peperstraat
· Ramen
· Scharloo
· Schuijteskade
· Slapershaven
· Spoorstraat
· Trommelstraat
· Turfhaven
· Veemarkt
· Veermanskade
· Venidse
· Vijzelstraat
· Vismarkt
· Visserseiland
· Vollerswaal
· West
· Westerdijk
· Wisselstraat
· Zon

Pleinen: De Driestal
· Kazerneplein
· Kerkplein
· Koepoortsplein
· Noorderveemarkt
· Roode Steen
· Vale Hen

Stegen: 't Glop
· Appelsteeg
· Arminiaanse Glop
· Bagijnensteeg
· Bottelsteeg
· Bottersteeg
· Broeksteeg
· Brouwerijsteeg
· Clara's Klooster
· De Zak
· Duinsteeg
· Foreestensteeg
· Geldersesteeg
· Gortsteeg
· Hanekamsteeg
· Hemelsteeg
· Hoogesteeg
· Jan Haringsteeg
· Jan van Necksteeg
· Jeroenensteeg
· Kleine Havensteeg
· Kloppoort
· Knipboogsteeg
· Mallegomsteeg
· Melknapsteeg
· Molsteeg
· Mosterdsteeg
· Nieuwsteeg
· Oosterkerksteeg
· Paardensteeg
· Paradijssteeg
· Pieterseliesteeg
· Pompsteeg
· Proostensteeg
· Schellinkhoutersteeg
· Schoolsteeg
· Schotland
· Sliep Schaar en Messteeg
· Slijksteeg
· Smelterssteeg
· Tempelsteeg
· Turfsteeg
· Watertje
· Wester St. Jansteeg
· Wijdebrugsteeg
· Wijdesteeg
· Zevenhoeksesteeg
· Zoutkeetsteeg